# Арипуанан (микрорегион)

Арипуанан на карте.

Арипуанан (порт. Microrregião de Aripuanã) — микрорегион в Бразилии, входит в штат Мату-Гросу. Составная часть мезорегиона Север штата Мату-Гроссу. Население составляет 137 668 человек (на 2010 год). Площадь — 123 983,572 км². Плотность населения — 1,11	чел./км².

## Демография
Согласно сведениям, собранным в ходе переписи 2010 г. Национальным институтом географии и статистики (IBGE), население микрорегиона составляет:						
| Полное население                             | Полное население                             | Полное население                             | Полное население                             | 137 668 |
| -------------------------------------------- | -------------------------------------------- | -------------------------------------------- | -------------------------------------------- | ------- |
| в том числе:                                 | Городское население                          | 87 470                                       | Процент городского населения, %              | 63,54   |
|                                              | Сельское население                           | 50 198                                       | Процент сельского населения, %               | 36,46   |
|                                              | Мужское население                            | 72 614                                       | Процент мужского населения, %                | 52,75   |
|                                              | Женское население                            | 65 054                                       | Процент женского населения, %                | 47,25   |
| Плотность населения, чел/км²                 | Плотность населения, чел/км²                 | Плотность населения, чел/км²                 | Плотность населения, чел/км²                 | 1,11    |
| Население микрорегиона в % к населению штата | Население микрорегиона в % к населению штата | Население микрорегиона в % к населению штата | Население микрорегиона в % к населению штата | 4,54    |

## Статистика
- Валовой внутренний продукт на 2003 год составляет 656 541 573,00 реалов (данные: Бразильский институт географии и статистики).
- Валовой внутренний продукт на душу населения на 2003 год составляет 6103,05 реала (данные: Бразильский институт географии и статистики).
- Индекс развития человеческого потенциала на 2000 год составляет 0,619 (данные: Программа развития ООН).

## Состав микрорегиона
В составе микрорегиона включены следующие муниципалитеты:
1. Арипуанан
2. Бразнорти
3. Кастаньейра
4. Колниза
5. Котригуасу
6. Журуэна
7. Жуина
8. Рондоландия